# لجنة أبحاث الفضاء
تأسست لجنة أبحاث الفضاء، من قبل المجلس الدولي للعلوم في عام 1958 ويقم مقرها في باريس في فرنسا.

## الجمعية العامة
كل عامين لجنة أبحاث الفضاء تدعو الجمعية العامة (وتسمى أيضا الجمعية العلمية) إلى عقد هذه المؤتمرات. هذه هي مؤتمرات تجمع حاليا المشاركة لأكثر من ألف من باحثين الفضاء. يتم سرد اللجان الأحدث أدناه.
| عام الجمعية      | السنة | المكان   | الدولة           |
| ---------------- | ----- | -------- | ---------------- |
| الحادي والأربعون | 2016  | إسطنبول  | تركيا            |
| الأربعون         | 2014  | موسكو    | روسيا            |
| التاسع والثلاثون | 2012  | ميسور    | الهند            |
| الثامن والثلاثون | 2010  | بريمن    | ألمانيا          |
| السابع والثلاثون | 2008  | مونتريال | كندا             |
| السادس والثلاثون | 2006  | بكين     | الصين            |
| الخامس والثلاثون | 2004  | باريس    | فرنسا            |
| الرابع والثلاثون | 2002  | هيوستن   | الولايات المتحدة |
| الثالث والثلاثون | 2000  | وارسو    | بولندا           |